# Ковель, Леонид Леонидович
Леони́д Леони́дович Ко́вель (укр. Леанід Леанідавіч Ковель; род. 29 июля 1986, Сморгонь, Гродненская область) — белорусский футболист, ныне тренер. Мастер спорта Республики Беларусь международного класса.

## Карьера

### Клубная
Воспитанник ДЮСШ г. Сморгонь и РУОР г. Минск. Первый тренер — Владимир Гаврилкевич. Первым профессиональным клубом футболиста было минское «Динамо». В сезоне 2005 Ковель стал лучшим бомбардиром «Динамо» (9 мячей), завоевав серебро чемпионата.
В 2007 году перешёл во львовские «Карпаты».
Переход Леонида в подмосковный «Сатурн» из львовских «Карпат» был скандальным. Украинский клуб заявил, что подписал новый контракт с игроком ранее россиян. Правоту украинцев признала палата по разрешению споров ФИФА, но футболист отказался возвращаться.
Проходил просмотр в лондонском «Арсенале».
После расформирования «Сатурна», получил статус свободного агента и вернулся в минское «Динамо». Отыграл один сезон, выйдя на поле в 28 матчах, забив 2 гола и отдав 5 голевых передач. По окончании чемпионата контракт с «Динамо» продлён не был.
В феврале 2012 заключил годичный контракт с ФК «Минск». Был основным нападающим команды. За сезон забил 8 голов и стал лучшим бомбардиром среди одноклубников.
В январе 2013 заключил годичный контракт с казахстанским клубом «Иртыш». Но был вынужден покинуть команду из-за травмы. А уже летом вернулся в клуб «Минск», подписав контракт до конца 2014 года.
В феврале 2014 года второй раз в карьере перешёл во львовские «Карпаты». Провёл две игры за молодёжный состав и ни одной за основной состав львовян в мае 2014 года покинул клуб.
В июле 2014 года вернулся в ФК «Минск», за который выступал ранее. Играл на позиции крайнего правого нападающего. С июня по июль 2015 года не играл из-за травмы. В январе 2016 года продлил контракт с «Минском». В сезоне 2016 оставался основным игроком минчан, забил 7 голов в чемпионате, чем помог команде занять четвёртое место.
В январе 2017 года стал игроком латвийского РФС. Начинал сезон 2017 в качестве основного нападающего, позднее стал выходить на замену. В ноябре покинул клуб.
В феврале 2018 года подписал соглашение с гродненским «Неманом». Начинал сезон 2018 в стартовом составе гродненцев, позднее стал в основном выходить на замену, а с августа и вовсе перестал появляться на поле. В декабре 2018 года стало известно, что нападающий покидает «Неман».
В январе 2019 года перешёл в «Минск». Начинал сезон в стартовом составе, однако позднее потерял место в основе. В декабре по окончании контракта покинул столичный клуб.
Перед стартом сезона 2020 подписал контракт с клубом «Белшина». Был основным нападающим бобруйчан. В декабре покинул команду. В феврале 2021 года стал игроком «Сморгони». 21 апреля в матче против «Спутника» забил свой первый гол за новый клуб. Последний матч провёл 15 августа против солигорского «Шахтёра» (2:2). По окончании сезона 2021 завершил карьеру игрока.

### В сборной
Дебютировал в сборной Беларуси 18 августа 2004 года, выйдя на замену в матче против Турции.

### Тренерская
В сентябре 2021 года вошёл в тренерский штаб нового тренера «Сморгони» Игоря Трухова. В ноябре 2022 года получил диплом с тренерской категорией «С».